# فينكوفسي
فينكوفسي (بالكرواتية: Vinkovci)، مدينة تتبع مقاطعة فوكوفار-سيرميا في كرواتيا. بلغ عدد سكانها 35,312 نسمة بحسب إحصاء سنة 2011.

## توأمة
لفينكوفسي اتفاقيات توأمة مع كل من:
- كنتسينغن
- أوخريد

## أعلام
- ماريو كاسون
- دانييل ليوبويا
- غوران هادزيتش
- ماتو داميانوفيتش
- ساشا دوراكوروت